# 丁岳
丁岳（ひのとだけ）とは、秋田県由利本荘市と山形県真室川町にまたがる山である。2000年版の東北百名山に選ばれている。

## 概要
秋田県と山形県境のほぼ中央部には、標高1000m前後の山々を連ねる丁岳山地があり、その主峰が丁岳である。丁岳は激しい浸食によって、多くの奇岩が積み重なり、秋田県側の山麓から見るとどっしりとした重量感のあるドーム型をしている。ブナを中心とした天然林や亜高山性植物が豊富で、秋田県の自然環境保全地域や、山形県の加無山県立自然公園に指定されている。また、秋田県側の丁岳山頂からお花畑付近、直登コースの観音岩付近までが丁岳自然環境保全地区に指定されている。この地区は自然性の高いブナ林に広く覆われ、尾根部にはキタゴヨウ、クロベなどの針葉樹が育成し、また山頂部には亜高山性のサラサドウダン、ミネザクラ、ハクサンシャクナゲなどが見られ、局所的に高山性のハイマツも育成しており、このような自然環境を将来にわたって保護するために保全地区の特別地区に指定されたとしている。
山麓には笹子(じねご)、直根(ひたね)、百宅(ももやけ)などの珍しい呼称の集落があり、かつては丁行者と呼ばれた男性が岩場から下界に飛行する術を披露し村人を驚かせたとの言い伝えや、幻の花「黒菊」が咲くと言われる伝説が残っている。
丁岳山頂そのものは眺望が良くない。一等三角点や碑がある。

## 登山・観光
国道108号の笹子地区にある道の駅清水の里・鳥海郷から、県道70号線に入り、大平野営場を過ぎて丁川沿いに3km進むと、案内板や駐車スペースがある登山口につく。
- 登山口から西にある橋を渡ると「直登コース」である。直登コースは深い樹林の急登をひたすら登ることになる。しばらく進むと樹間を通して荒倉ノ滝が右に望める滝見台につく。さらに高度を上げると左方が絶壁となり周囲にクロベの大木が茂る観音岩(登山道からは見ることができない)周辺につく。すぐ先に小沢があり水場となるが、真夏には枯れることが多い。ここからさらに急登となり登っていくと、右にお花畑と地蔵岩がある分岐につく。山頂からは展望が得られないので、少し東に進んだ八方で東側の展望を楽しむのも良い。また、地蔵岩方向からは鳥海山方面を望むことができる。毎年６月の始めの山開きはこのコースで行われる。

- 登山口から西に登るとブナ平(823m)、観音森(1053m)、庄屋森(1100m)、萱森(1067m)、中道コースへの分岐、痩せ尾根の鞍部で風が強い「風のコル」(950m)、真室川コースへの分岐を通る「縦走コース」となる。このコースは距離が長く、起伏も大きいので健脚者向けのコースである。

- この登山口を過ぎた奥にある五階の滝駐車場からは「中道コース」がある。中道コースは萱森下部の縦走コースに合流する。このコースは高校総体のために整備されたものである。五階の滝駐車場から真っ直ぐ進み沢登りをすると五階の滝にたどり着く。

- 真室川コースは一般的なルートではない。

## 参考文献

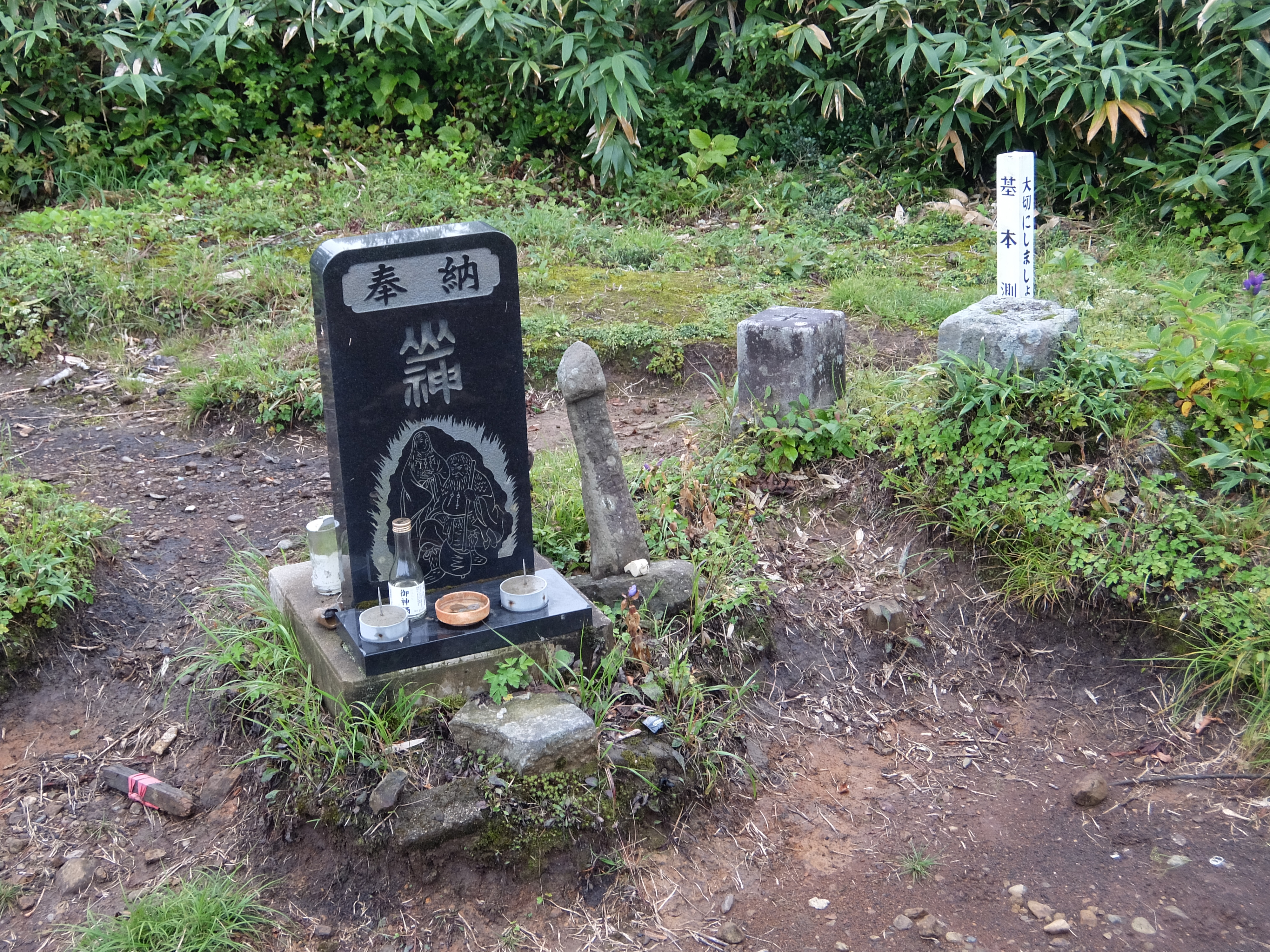
一等三角点がある丁岳山頂